# Zali Steggallová
Zali Steggallová (* 16. dubna 1974 Sydney) je bývalá australská lyžařka. Její bratr Zeke Steggall závodil na snowboardu. V dětství žila s rodinou ve francouzském středisku zimních sportů Morzine a byla členkou francouzské juniorské reprezentace v alpském lyžování. V roce 1989 se vrátila do Austrálie.
V letech 1992 až 2002 se zúčastnila čtyř zimních olympiád. Na Zimních olympijských hrách 1998 v Naganu obsadila ve slalomu třetí místo a získala tak pro Austrálii první olympijskou medaili z lyžařských soutěží. Také vyhrála slalom na Mistrovství světa v alpském lyžování 1999 a závod Světového poháru v alpském lyžování v Park City v roce 1997.
Po ukončení lyžařské kariéry vystudovala Griffith University a pracuje jako právnička. V roce 2007 byla vyznamenána Řádem Austrálie. V roce 2019 oznámila vstup do politiky a kandiduje jako nezávislá na poslanecké křeslo, které zastává bývalý premiér Tony Abbott.